# Dawan Robinson
Dawan Robinson (Filadelfia, Pensilvania, 10 de febrero de 1982) es un exbaloncestista estadounidense que disputó la mayoría de su carrera en equipos del baloncesto europeo. Con 1,88 metros de estatura, jugaba en la posición de base.

## Trayectoria deportiva
Jugó  cuatro temporadas con los Rhode Island Rams y tras no ser elegido en el Draft de la NBA de 2006, se convertiría en un trotamundos del baloncesto europeo, donde jugaría en Francia, Polonia, Italia, Israel y Eslovenia, entre otros.
En septiembre de 2016 fichó por el Scaligera Basket Verona de la Serie A2 italiana.